# Сушино (Торопецкий район)
Сушино — деревня в Торопецком районе Тверской области. Входит в состав Понизовского сельского поселения.

## География
Расположена на левом берегу ручья Дарищенка (приток Перечни, бассейн Торопы) в 4 километрах к юго-западу от деревни Мартисово. Расстояние до Торопца — 33 километра, до Понизовья — 19 км.
Климат
Деревня, как и весь район, относится к умеренному поясу северного полушария и находится в области переходного климата от океанического к материковому. Лето с температурным режимом +15…+20 °С (днём +20…+25 °С), зима умеренно-морозная −10…−15 °С; при вторжении арктических воздушных масс до −30…-40 °С.
Среднегодовая скорость ветра 3,5—4,2 метра в секунду.

## История
На топографической карте Фёдора Шуберта, изданной в 1871 году обозначено сельцо Сушино с тремя дворами.
В списке населённых мест Псковской губернии за 1885 год значится деревня Савино (Сушино, Карташи). Располагалась при ручье в 14 верстах от уездного города. Входила в состав Туровской волости Торопецкого уезда. Имела 3 двора и 18 жителей.
В 1927 году деревня вошла в состав Меденецкого сельсовета.
На карте РККА 1923—1941 годов обозначена деревня Сушино. Имела 18 дворов.

## Население
| 2010 |
| ---- |
| 0    |

По данным переписи 2002 года в деревне проживало 2 человека.
Национальный состав
Согласно результатам переписи 2002 года, в национальной структуре населения русские составляли 100 % от жителей.